# Ortie
Urtica
Pour les articles homonymes, voir Ortie (homonymie).
Genre
Classification APG III (2009)
Urtica (les orties) est un genre de plantes à fleurs de la famille des Urticacées qui regroupe une trentaine d'espèces de plantes herbacées à feuilles velues. On en trouve onze en Europe dont cinq en France.
En Europe de l'Ouest, les espèces les plus courantes sont la grande ortie (Urtica dioica, cinquante centimètres à un mètre, vivace) et l'ortie brûlante (Urtica urens, moins de cinquante centimètres, annuelle). Urtica pilulifera (ortie à pilules, ortie romaine) se rencontre dans le midi et l'ouest de la France, Urtica membranacea (ortie membraneuse) se rencontre dans le midi méditerranéen et Urtica atrovirens uniquement en Corse.
La grande ortie et l'ortie brûlante (feuilles et racines) sont utilisées comme des plantes médicinales. Les feuilles sont couramment utilisées comme toniques, dépuratives, diurétiques, anti-inflammatoires (douleurs rhumatismales).
La grande ortie est également très utilisée à des fins alimentaires, industrielles (pour sa fibre textile) et agricoles (en tant qu'engrais vert et insecticide).
La grande ortie et l'ortie brûlante sont aussi communément appelées pichon en Normandie et plus particulièrement dans la Manche.
Encore souvent déconsidérée comme vulgaire mauvaise herbe invasive, U. dioica, la plus commune des espèces d'orties dans l'hémisphère nord, et l'une des plantes pionnières rudérales les plus présentes est depuis les années 1990 considérée comme une espèce clé de voûte, nourrissant notamment plusieurs espèces de papillons en forte voie de régression et importante pour la biodiversité.

## Étymologie et histoire
Le nom d'ortie est issu du latin urtica lui-même dérivé d'uro, « brûler », en référence aux poils urticants.
1746 : en botanique, orthie (St Brendan, éd. E. G. R. Waters, 1746)
1176-1184 : au figuré par opposition à rose pour signifier « le pire » (GAUTIER D'ARRAS, Eracle, éditeur G. Raynaud de Lage, 1268) ;
1496 : gecter le froc es ortyes (Mystère de St Martin, éd. A. Duplat, 7993 cité ds Z. rom. Philol. t.97, p. 445) ;
1564 : jeter le froc aux orties (THIERRY, s.v. froc) Source.

## Caractéristiques générales

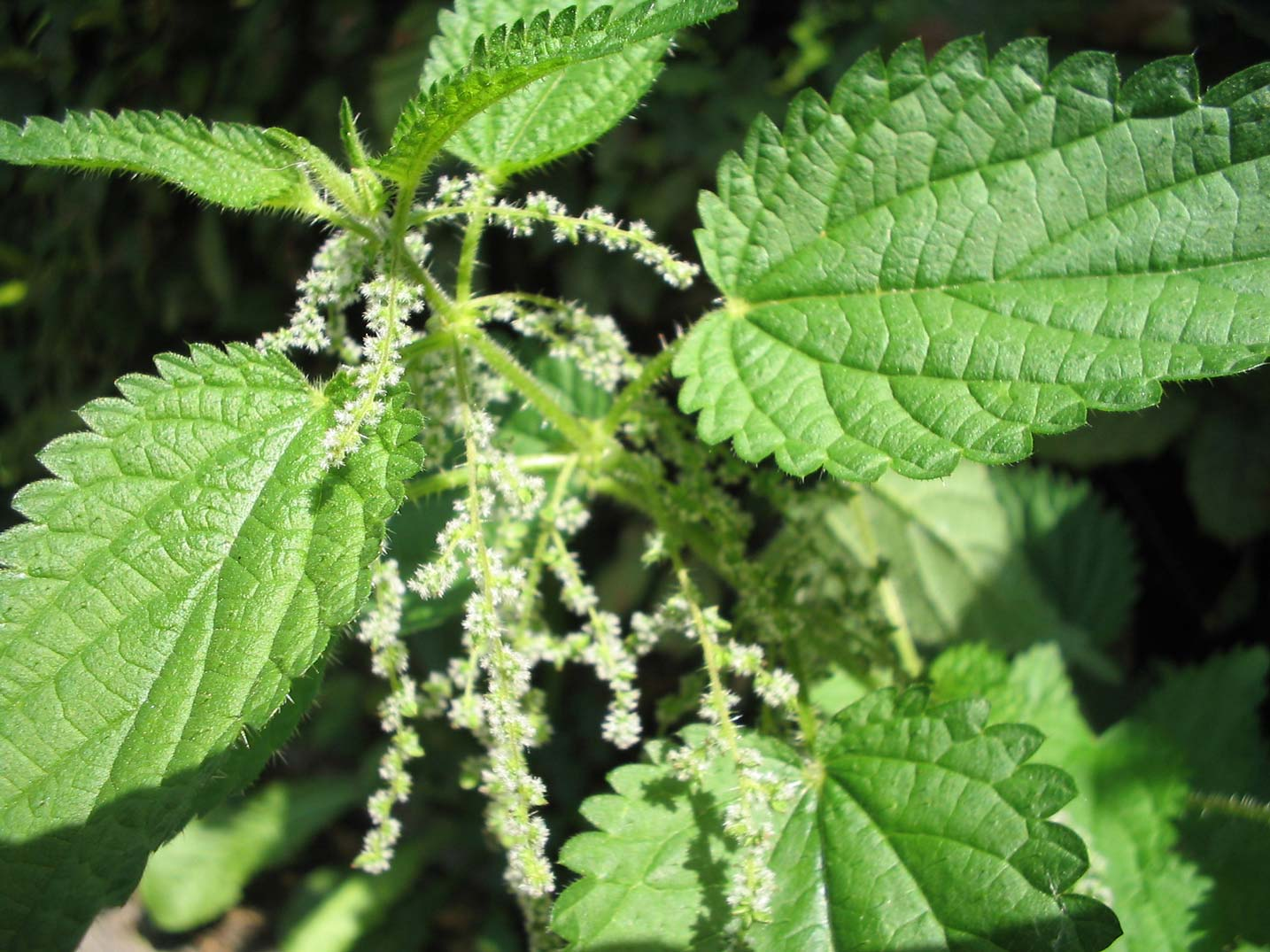
Fleurs femelles.

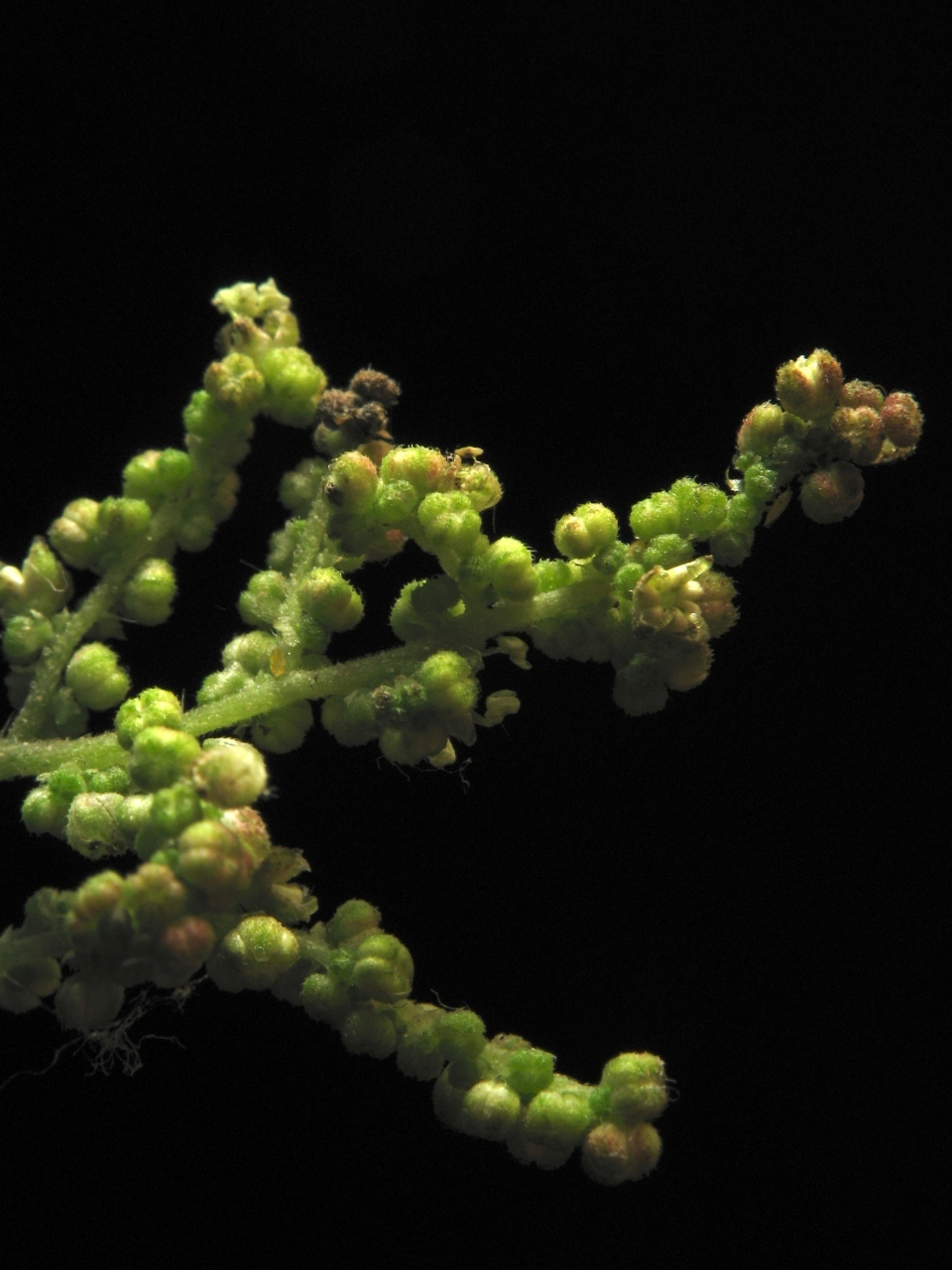
Fleurs mâles.

Ce sont des plantes herbacées à feuilles opposées, pétiolées, fortement dentées ou incisées, à stipules libres, dont le limbe est de forme elliptique. Les plantes sont hérissées de poils raides (appelés scientifiquement trichomes urticants) sécrétant un liquide très irritant. Les espèces sont nitrophiles et rudérales.
Les fleurs mâles et femelles sont séparées, soit sur le même pied (plantes monoïques) soit sur des pieds différents (plantes dioïques). 
Les fleurs femelles sont verdâtres et pendantes, réunies en inflorescences plus ou moins serrées, selon les espèces. Le périanthe est à 4 divisions très inégales, les 2 extérieures petites ou nulles. Le style est presque nul, le stigmate est en pinceau.
Les fleurs mâles sont jaunâtres et ont un port plus horizontal et étalé ou en épi. Leur périanthe est à 4-5 divisions. Les 4-5 étamines, à filets longs, repliés, sont pliés dans la corolle, se détendent soudainement lors de la fécondation et répandent un nuage de pollen sur les fleurs femelles
Le fruit est un akène ovoïde-comprimé, renfermé dans le périanthe.

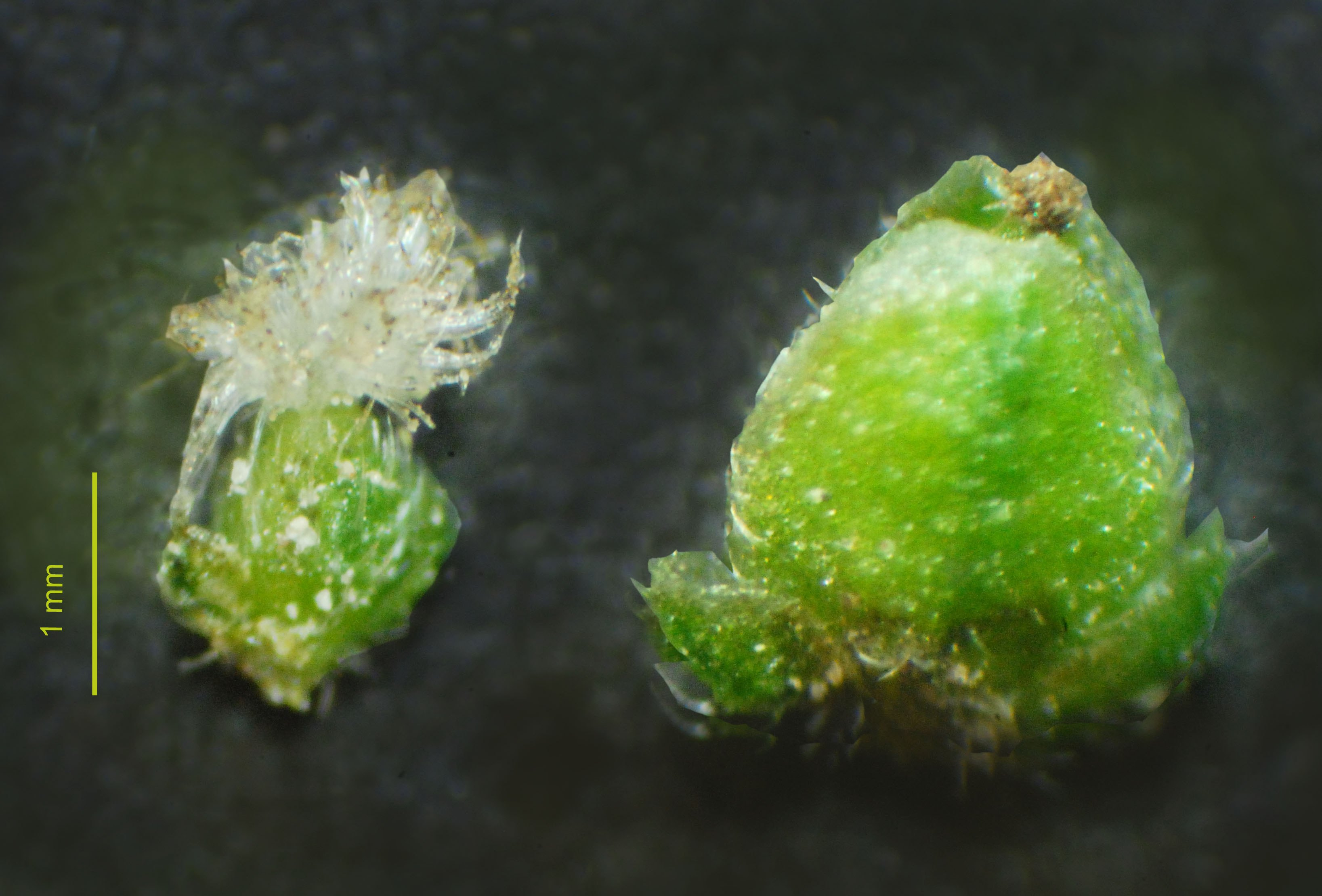
Fleur femelle, détail.
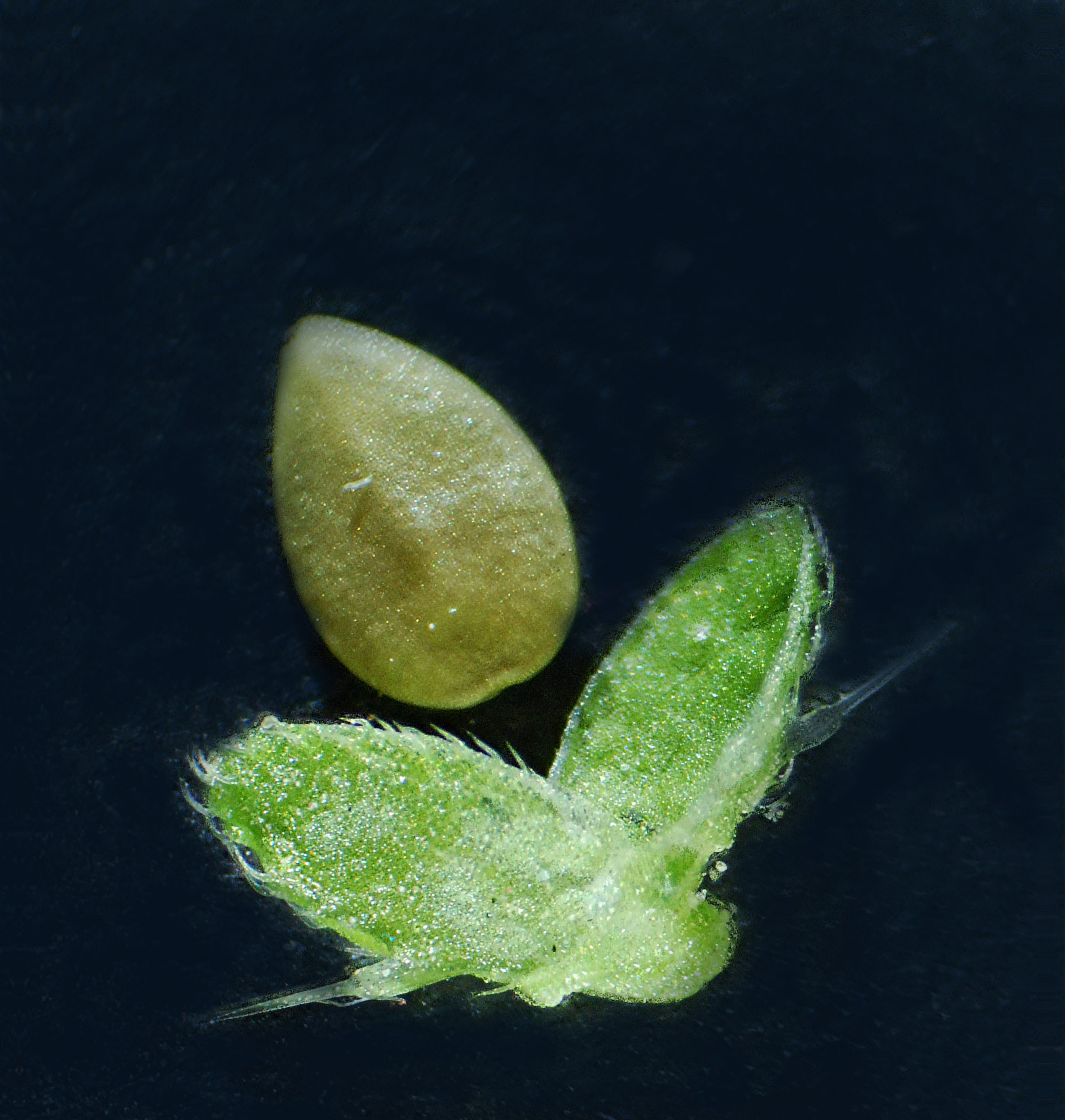
Fruit.
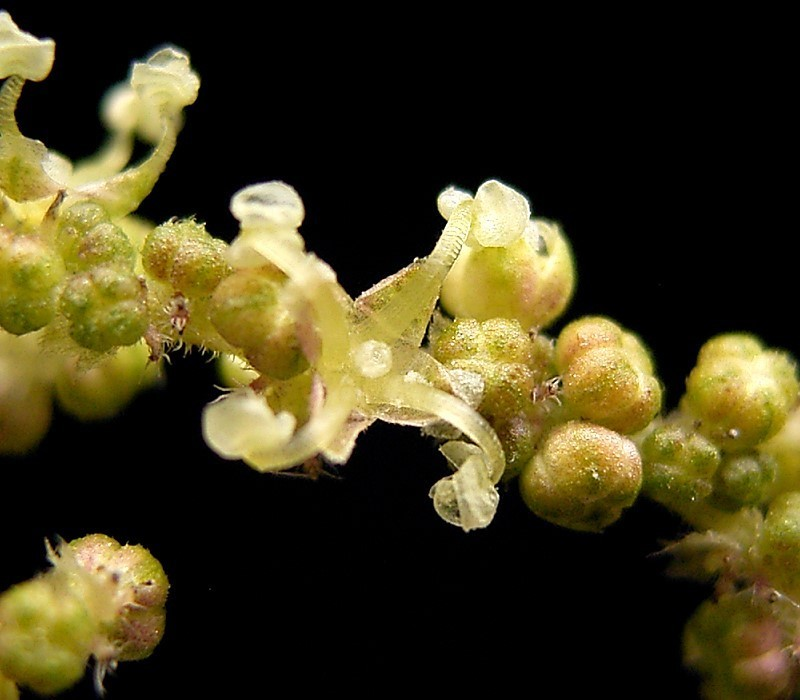
Fleur mâle, détail.

## Fonctions écosystémique
Encore souvent déconsidérée comme vulgaire mauvaise herbe invasive, U. dioica, la plus commune des espèces d'orties dans l'hémisphère nord, et l'une des plantes pionnières rudérales les plus présentes est depuis les années 1990 considérée comme une espèce clé de voûte écologique, nourrissant notamment plusieurs espèces de papillons en forte voie de régression et importante pour la biodiversité,,,.

Sur les sols retournés, certains gravats et sédiments riches en matière organique, sur les sols violemment remués, très destructurés et sur les sols et friches pollués par les nitrates, les orties, après les coquelicots comptent parmi les toutes premières plantes à couvrir le sol, et joue un rôle important dans le cycle de l'azote en pompant une partie des nitrates. Ainsi, le botaniste Auguste Chevalier écrivait en France en 1922 ; 

« Une région de notre territoire mérite cependant de fixer actuellement l'attention, en raison de l'abondance des orties qui ont envahi des terrains vacants étendus. C'est la Zone rouge dans tous les lieux dévastés par la guerre. L'ortie s'est mise à pulluler sur l'emplacement des villages détruits et sur les terrains bouleversés par les travaux de tranchées et qui ne peuvent plus être remis en culture. Plusieurs milliers d'hectares de cette zone ne produisent exclusivement que des orties »

.

## Pouvoir urticant et allergène

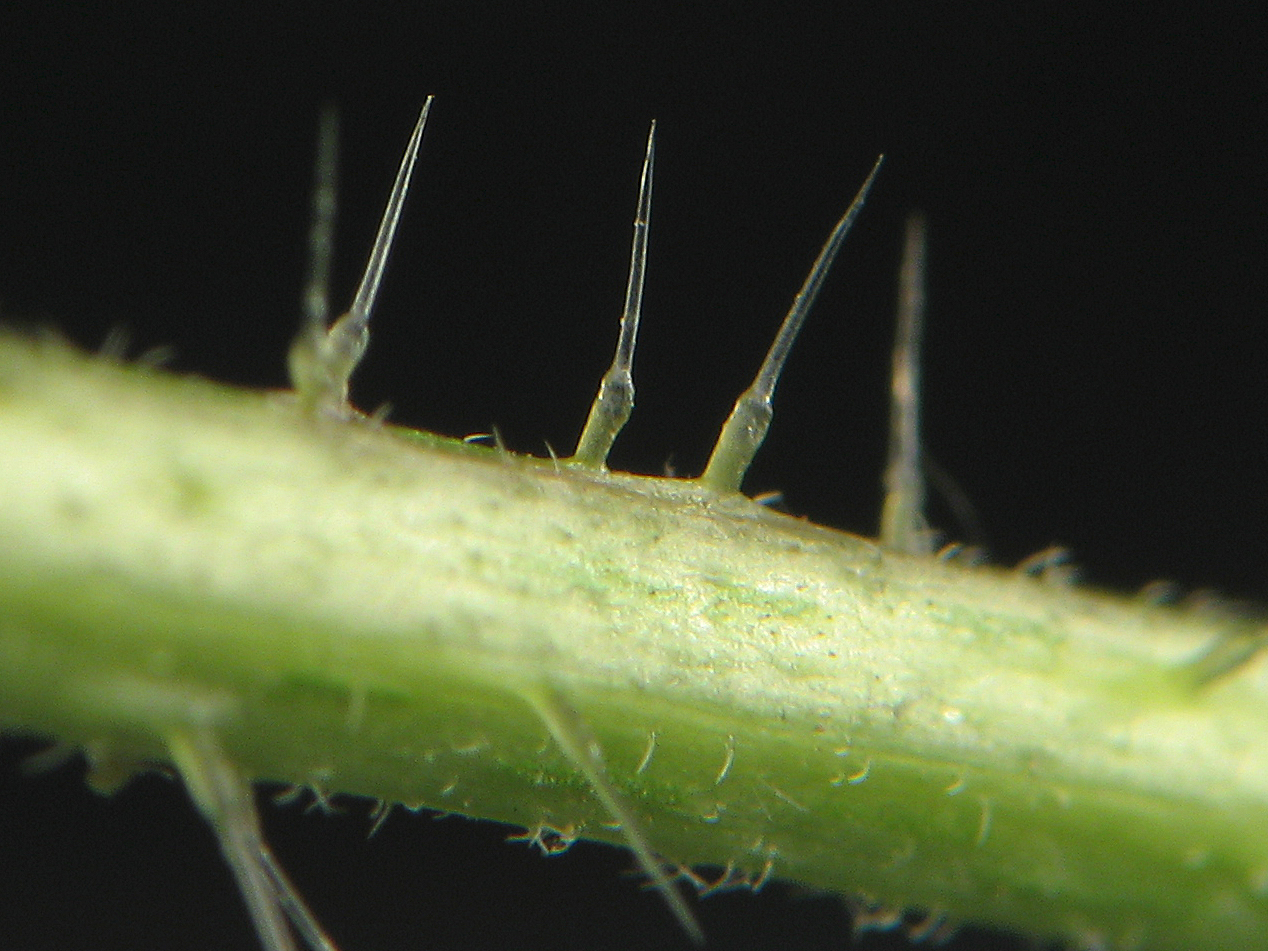
Poils en aiguilles urticantes.

Le poil urticant, appelé dard, comporte une pointe en silice se plantant comme une aiguille dans l'épiderme, et est coiffé d'une « ampoule » qui se brise comme du verre au moindre frottement, libérant le liquide urticant.

Toutes les espèces d'orties sont, en temps normal, urticantes par injection sous la peau ou dans une muqueuse.
Les poils urticants contiennent une réserve d'histamine, d'acétylcholine et de sérotonine qui irritent la peau. De l'acide formique (l'arme de défense des fourmis et des abeilles) est aussi présent, mais joue un rôle mineur dans l'irritation.

Ces poils ont à leur extrémité une fragile pointe de silice qui peut pénétrer la peau des animaux qui s'en approchent trop. Ils se brisent (comme l'extrémité des ampoules de verre contenant des médicaments liquides) et injectent dans la peau l'histamine (pouvoir histaminolibérateur de l'ortie) à laquelle serait dû le prurit (sensation de démangeaison) et les troubles de la motricité des vaisseaux responsables de l'érythème (bouton, rougeur), ainsi que les autres composants qui provoquent une sensation de brûlure puis donnent une urticaire de contact (plaques rouges et gonflées d'eau).
Après la pluie ou une tempête, les orties piquent moins : le botaniste Charles Naudin constatait en 1874 à Collioure qu'un épisode venteux violent et prolongé a pour effet de faire disparaître durant une semaine la propriété urticante des orties.

## Utilisations

### Utilisation comme fertilisant
L'ortie permet la fabrication de purin d'ortie, par macération d'orties hachées dans de l'eau ou du purin pendant quelques jours à l'abri de la lumière. Il sert de fongicide (contre le mildiou), d'insecticide (contre les pucerons et acariens) et d'activateur ou de régulateur de croissance des végétaux.
La fabrication, l'utilisation et la commercialisation de ce purin sont réglementées en France par l'arrêté du 18 avril 2011.
Certaines sources soutiennent que l'ortie, sans nourrir la plante ni lutter contre les insectes, pourrait stimuler sa croissance, ce qui pourrait en fait signifier qu'elle favorise l'activité biologique du sol (voir à ce sujet, les travaux de Claude et Lydia Bourguignon[réf. nécessaire]).

### Utilisation alimentaire

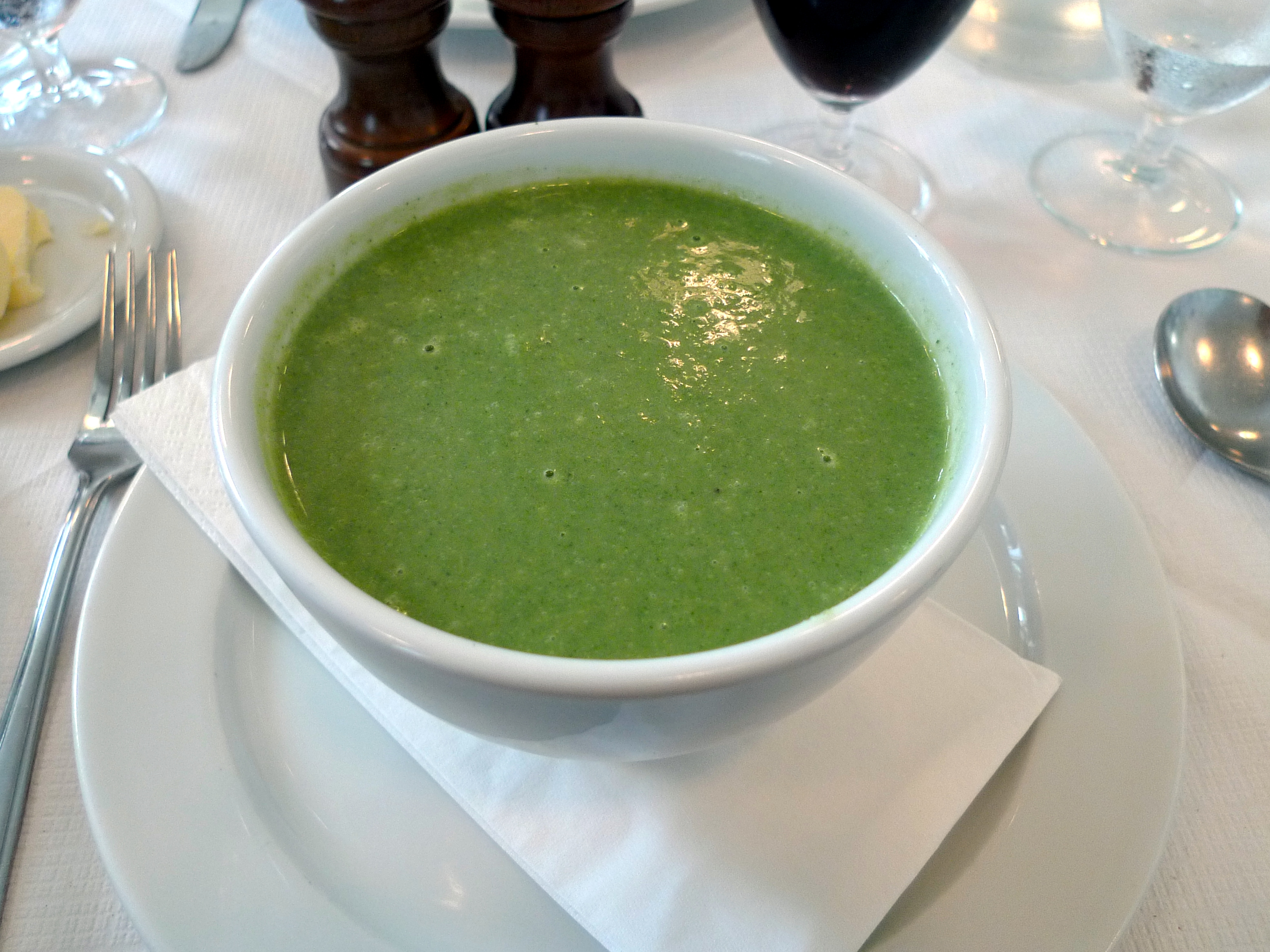
Soupe d'ortie.

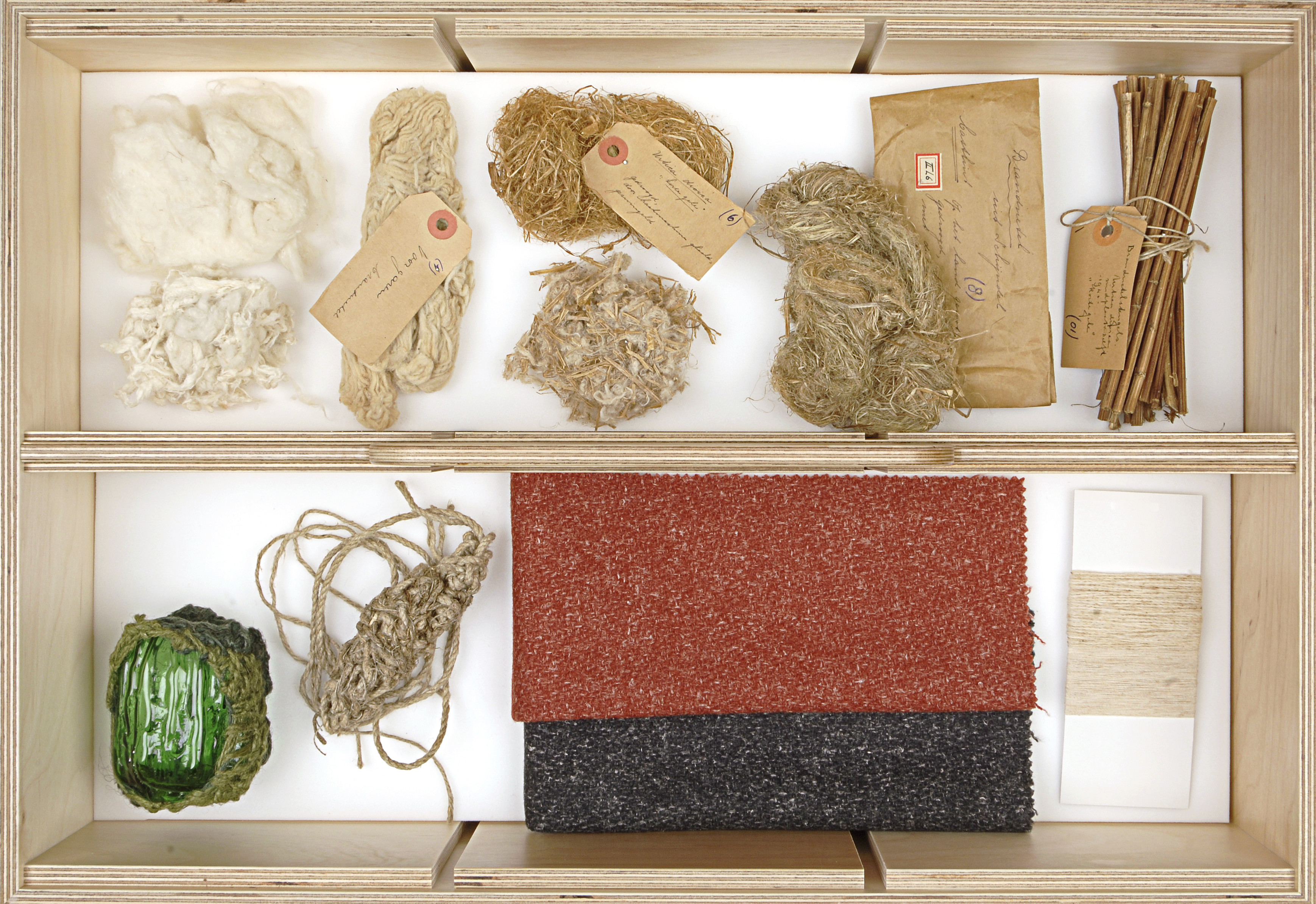
Échantillons de fibre d'ortie blanchie, écrue, tige, fil, textiles et bijou (par Willemijn de Greef), présentés dans l'armoire textile du musée du textile de Tilbourg (intérieur du cabinet réalisé par Simone de Waart, Material Sense).

Les orties sont comestibles. Elles contiennent les huit acides aminés essentiels et des protéines à raison de 8 à 20 % de leur poids frais[réf. nécessaire], 16 à 40 % de leur poids sec, une portion de 300 g d'ortie cuite apporte ainsi la ration journalière de protéines(donnée imprécise), du fer à raison de 7,8 mg pour 100 g et du calcium à raison de 630 mg par 100 g.
Elles sont utilisées en soupe, salade, soufflés ou en remplacement des épinards.

### Utilisation textile
Les longues fibres de la grande ortie ont été filées dans plusieurs régions d'Europe pour faire de la corde et des toiles de qualité.
Dans l'Himalaya, l'usage des fibres d'une ortie herbacée locale, Urtica parviflora, a perduré jusqu'à maintenant. On l'utilise pour fabriquer des cordages, des textiles et un papier de bonne qualité.

### Utilisation comme plante médicinale et sanitaire
Différentes propriétés médicinales et sanitaires sont reconnues ou alléguées.
La forme SIPF de l'ortie Urtica urens aurait une efficacité thérapeutique sur la fatigue, au moins égale au sargenor.
L'ortie serait un diurétique (substance qui entraîne une augmentation de la sécrétion urinaire), et agirait sur l'hypertension artérielle, l'insuffisance cardiaque, certains œdèmes, l'hypertension portale ou l'hyperkaliémie.
Traitées par lyophilisation, les feuilles peuvent être utilisées pour combattre le rhume des foins.
Par ingestion, la racine séchée soulagerait la miction en cas d'inflammation bénigne de la prostate.
Appliquée en lotion, elle permettrait de lutter contre l'acné.
En bain de bouche, elle serait efficace contre les infections : aphtes, gingivite, angine.
Chez la femme enceinte, elle favoriserait la stimulation de la production du lait maternel.
Naturellement riche en vitamines A, B et C, l'ortie est également riche en fer, calcium, magnésium, potassium et phosphore. Elle aurait une action reminéralisante et agirait favorablement sur les cartilages usés des personnes souffrant d'arthrose ou de rhumatismes. En cataplasme, associée à l'argile verte, elle agirait contre les douleurs liées à ces affections.

## Précautions
Le pollen d'ortie peut être allergisant pour de rares personnes hypersensibles aux pollinoses (cf. Caractéristiques générales), mais consommée, elle a des vertus anti-allergique,.
L'ortie peut tout à fait être mangée crue et fraîche, mais toujours après avoir été préalablement soigneusement écrasée ou mixée de manière à briser les fragiles poils inoculateurs, ou après que la plante ait été ébouillantée (ce qui supprime également son caractère urticant) ; sinon une sensation de piqure et de prurit des muqueuses de la bouche est assurée, avec même un risque d'œdème de la langue.
En résumé, l'ortie serait diurétique, dépurative, antirhumatismale, anti-inflammatoire, antalgique, antimicrobienne, anti-ulcéreuse, anti-anémique, hépatoprotectrice, antioxydante, hypoglycémiante, antiallergique, immunostimulante, hypotensive, tonique et galactogène.

### Utilisation comme plante fourragère
Hachée crue, l'ortie jeune peut être donnée aux volailles ; c'était traditionnellement réservé aux canetons. Jeune et soumise à dessiccation, elle peut être donnée au bétail.

## Principales espèces du genreUrtica
- Urtica angustifolia
- Urtica ardens

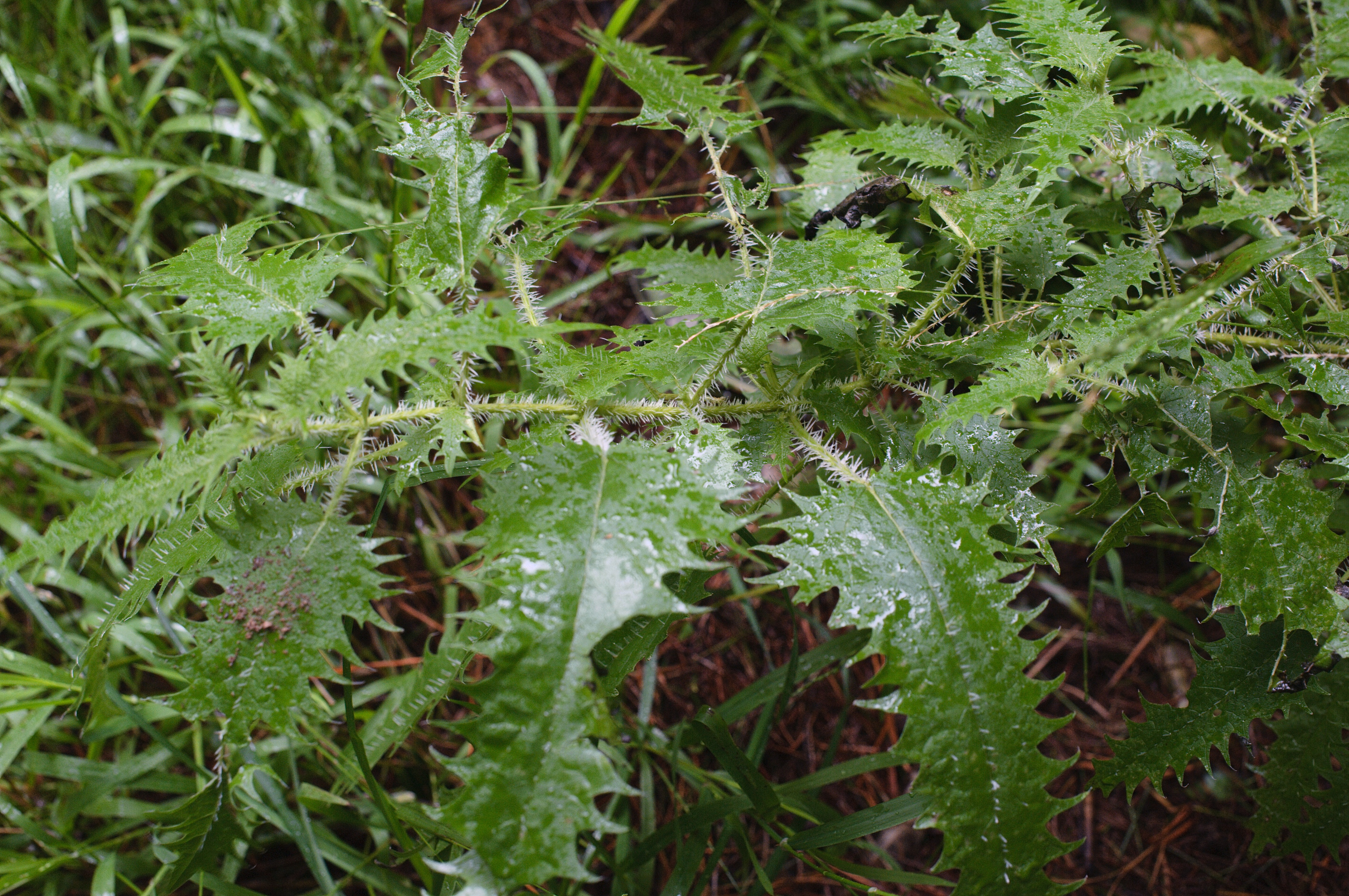
Ortie arbustive Urtica ferox.

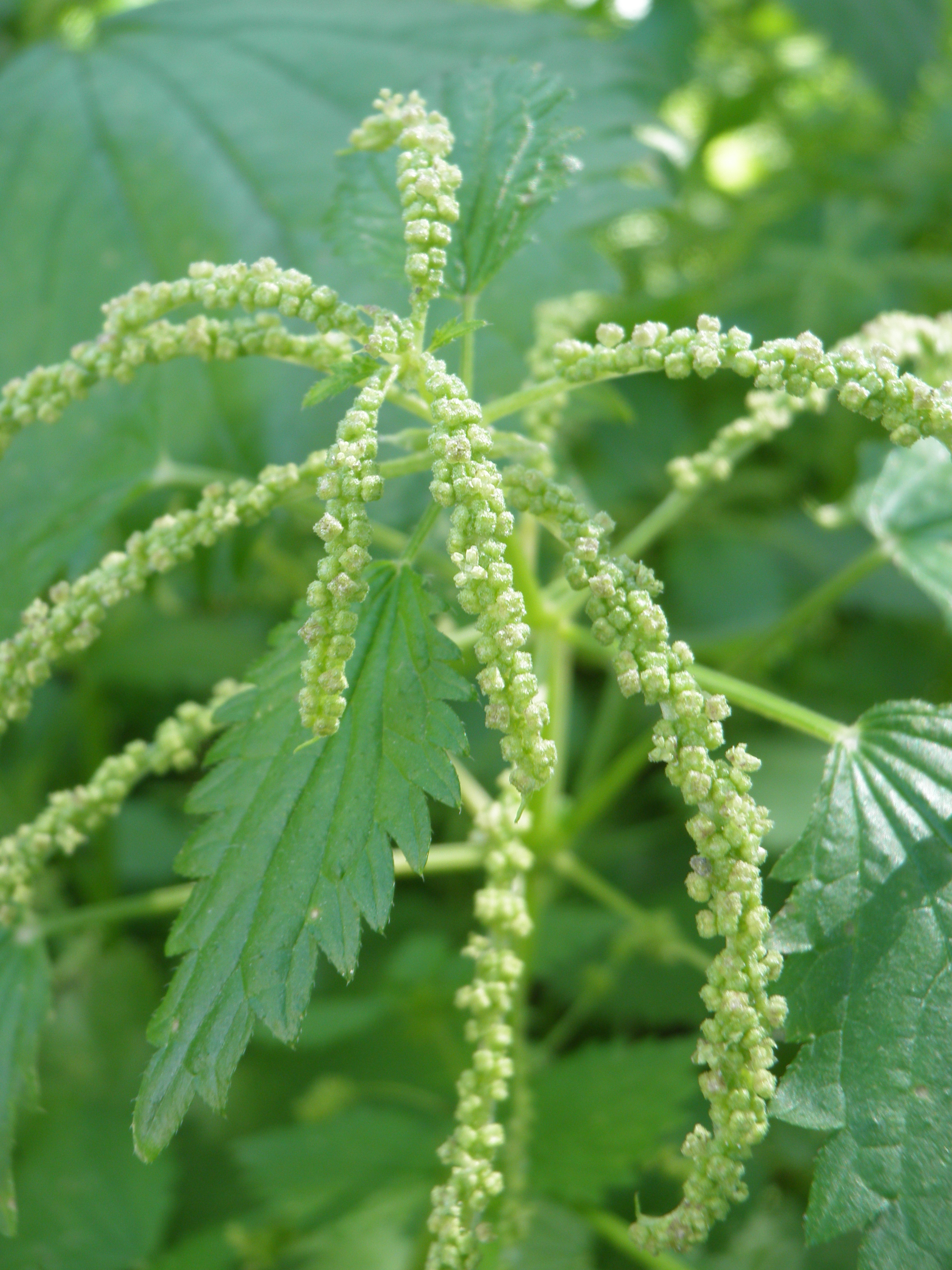
Urtica membranacea.

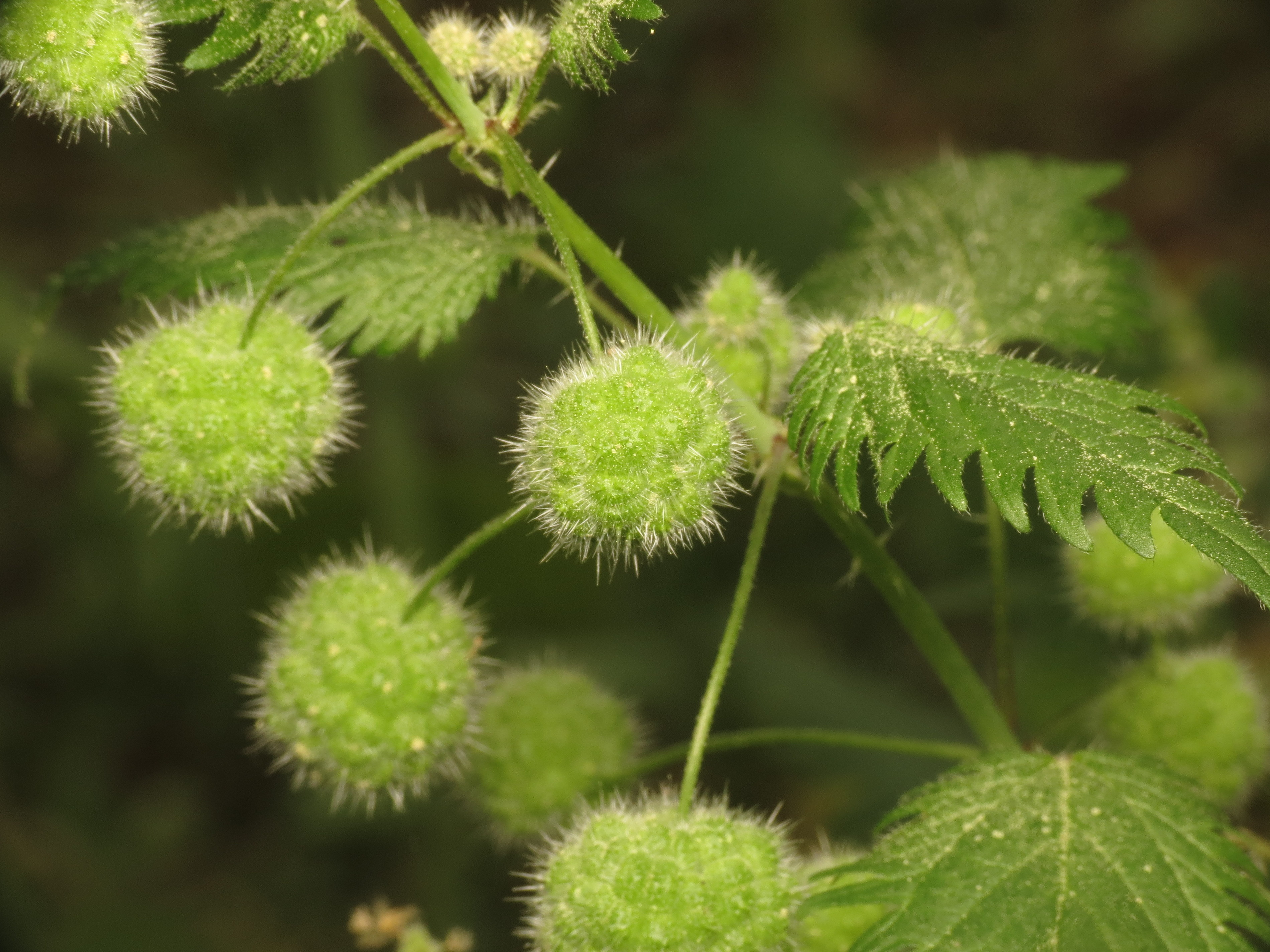
Urtica pilulifera.

- Urtica atrovirens Req. ex Loisel. — ortie noirâtre, ortie de Dodart (Corse, Sardaigne, Italie et sur les îles Baléares)
- Urtica baccifera (Amérique centrale)
- Urtica cannabina L. — ortie à feuille de chanvre (Asie occidentale de l'Iran à la Sibérie)
- Urtica chamaedryoides Pursh
- Urtica dioica L. — grande ortie, ortie dioïque ou ortie commune
- Urtica ferox G.Forst. — ongaonga, Nettle tree (Nouvelle-Zélande)
- Urtica fissa
- Urtica hyperborea Jacq. ex Wedd., 1856 (dans l'Himalaya, du Pakistan  au Bhoutan, Mongolie et Tibet, en haute altitudes)
- Urtica incisa Poir. (Australie)
- Urtica mairei
- Urtica membranacea Poir. — ortie à membranes (littoral méditerranéen)
- Urtica parviflora
- Urtica pilulifera L. — ortie à pilules, ortie romaine.
- Urtica platyphylla Wedd. (Nord et centre du Japon)
- Urtica sicula
- Urtica simensis Hochst. ex A. Rich.
- Urtica thunbergiana
- Urtica urens L. — petite ortie, ortie brûlante

## Autres plantes appelées ortie
D'autres espèces de plantes ont aussi reçu le nom vernaculaire d'« ortie » à cause de leur vague ressemblance avec les orties. On connaît ainsi des orties blanches, jaunes, rouges qui appartiennent au genre Lamium (les lamiers) de la famille des Lamiacées. Appelée aussi « fausses orties » ou « orties mortes », ces plantes comestibles se distinguent des vraies orties à leurs feuilles non stipulées, leur tige à section carrée, leurs fleurs colorées zygomorphes aromatiques et leur absence de poils urticants.
- ortie blanche = lamier blanc, Lamium album L.
- ortie jaune = lamier jaune, Lamium galeobdolon (L.) L.
- ortie rouge = lamier pourpre, Lamium purpureum var. purpureum L.
- ortie morte = lamier blanc, Lamium album L. ou lamier tacheté, Lamium maculatum (L.) L.
- ortie maculée = lamier tacheté, Lamium maculatum (L.) L.
- ortie bourbière = épiaire des marais (Stachys palustris)
- ortie puante = épiaire des bois (Stachys sylvatica)
- ortie royale = ortie épineuse = galéopsis tétrahit, Galeopsis tetrahit L.
- ortie bleue = campanule gantelée, Campanula trachelium L.

## Plante-hôte

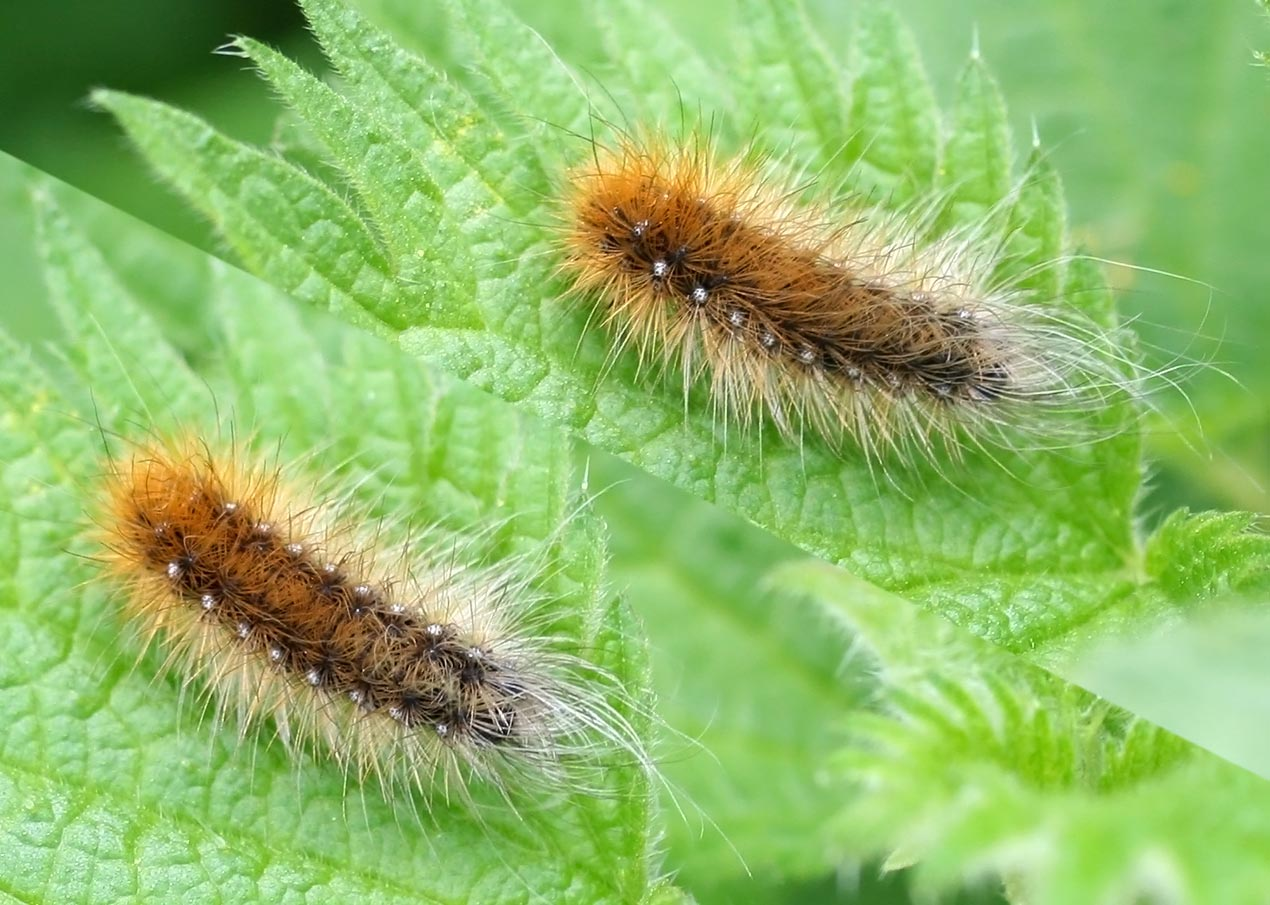
Chenille d’Arctia caja sur feuille d'ortie.

Le papillon Paon-du-jour (Inachis Io L.), au stade de chenille, qui est noire, ponctuée de taches blanches et recouverte d'épines noires, se nourrit quasiment que d'ortie, voire de houblon ou de pariétaire officinale dans les îles méditerranéennes où l'ortie est absente.
L'ortie est aussi une des plantes-hôtes de plusieurs espèces de Nymphalidae :
- Belle dame (Cynthia cardui L.)
- Carte géographique (Araschnia levana L.)
- Gamma (Polygonia c-album L.)
- Petite tortue (Aglaïs urticae L.)
- Vulcain (Vanessa atalanta L.)

Parmi les Arctidae, on trouve :
- Bordure ensanglantée (Diacrisia sannio L.)
- Écaille mendiante (Diaphora mendica Clerck)
- Écaille marbrée (Callimorpha dominula L.)

Les papillons de nuit (hétérocères) suivants (classés par famille) se nourrissent d'ortie, entre autres :
- écaille lièvre
- écaille martre (Arctia caja)
- brocatelle d'or (Geometridae)
- passagère
- plusie vert-doré (Diacrysia crysitis L.) (Noctuidae)
- Feuille d'or (Autographa bractea Denis et Schiffermuller)
- Iota (Autographa jota L.)
- Lambda (Autographa gamma L.)
- Méticuleuse (Philogophora meticulosa L.)
- Noctuelle à lunettes (Abrostola trigemina Werneburg)
- Noctuelle à museau (Hypena proboscidalis L.)
- Noctuelle de l'ortie (Abrostola triplasia L.)
- Noctuelle des haies (Caradrina morpheus Hufnagel)
- Noctuelle pointée (Eugnorisma depuncta L.)
- Noctuelle typique (Naenia typica L.)
- Polygonière (Melanchra persicariae L.)
- Potagère (Lacanobia olracea L.)

## Les orties dans la culture

Les armoiries du Land de Schleswig-Holstein portent à gauche l'écu du Holstein enté en pointe de gueules aux trois clous d'argent posés en pairie et angles d'autant de feuilles d'ortie du même.

### Dans la mythologie
Dans le panthéon germanique, l'ortie était consacrée à Thor/Donar, dieu du Tonnerre.

### Dans le langage et la littérature
De nombreuses métaphores font référence à l'ortie, comme le montre notamment Xavier Bonnier du CÉRÉdI - Centre d’Études et de Recherche Éditer/Interpréter - qui a entrepris d'étudier « la métaphore de l'ortie, depuis les plus anciens textes occidentaux jusqu'à notre époque ».
- « jeter le froc aux orties » : renoncer à l'état monacal ou ecclésiastique. Dans sa chanson Le Mécréant, Georges Brassens trouve une soutane dans les orties. Dans cette expression, froc est à prendre au sens ancien du terme qui apparaît vers 1160 pour désigner la partie de l'habit des moines qui recouvre la tête, les épaules et la poitrine. À partir du XVIIe siècle, le mot s'utilise pour nommer l'habit monacal dans son ensemble, mais ce n'est qu'au XXe siècle que l'argot récupère ce mot pour remplacer pantalon. Cette expression tend à tomber en désuétude, compte tenu de la raréfaction des vocations religieuses en France.
- « Il ne faut pas pousser grand-mère dans les orties », ou « Il ne faut pas pousser mémé dans les orties » signifie : il ne faut pas exagérer. Cette expression sert à avertir quelqu'un qu'il va dépasser les bornes, faire une provocation de trop.

### Dans la littérature et la chanson
- Dans le conte de Grimm KHM 198, Demoiselle Maleen, l'héroïne Maleen, qui s'est échappée de la tour où son père l'avait enfermée, est obligée de se nourrir des feuilles d'un buisson d'orties (Brennettelbusch en dialecte). Par la suite, elle s'adresse à un buisson d'orties en lui rappelant ce fait. Ce conte serait originaire de Scandinavie via le Schleswig-Holstein[34].
- Le conte KHM 179 (La Gardeuse d'oies à la fontaine) fait également mention d'orties, utilisées comme instrument de punition.
- Dans le conte d'Andersen intitulé Les Cygnes sauvages, l'héroïne doit tisser des cottes de mailles (ou des hauberts)[35] en fil d'ortie, cueillie dans un cimetière, pour permettre à ses frères, transformés en cygnes, de retrouver forme humaine[36].
- Un récit traditionnel corse met en scène le philosophe Sénèque, exilé en Corse (officiellement pour avoir commis l'adultère avec Julia Lavilla, sœur d'Aggripine la Jeune, mais aussi et surtout, parce que tombé en disgrâce politique à la mort de Caligula). Selon la tradition, Sénèque, ayant poursuivi de ses assiduités une (ou plusieurs) bergères corses, fut, par vengeance, roulé tout nu dans un buisson d'orties, ce dont témoigne le nom local de l'ortie noire : Urtica di Seneca[37],[38].
- Victor Hugo mentionne l'ortie dans son poème J'aime l'araignée et j'aime l'ortie, dans lequel il défend les êtres marginaux de la société en les identifiant à l'araignée et l'ortie.
- Francis Cabrel a également nommé son douzième album et le septième titre de ce dernier Des roses et des orties.